# 深南高速公路
深圳－南宁高速公路，简称深南高速，中国国家高速公路网编号为G0412，是京港澳高速公路的联络线之一，起点在深圳市，途经珠海市、江门市、茂名市、玉林市，终点在南宁市。

## 分段情况

### 广东段

#### 伶仃洋通道（深珠通道）段
规划中。

#### 斗门至恩平段
规划中。

#### 恩平至省界段
规划中。

### 广西段
建设中，即 岑南高速，又称南玉珠高速广西段，分南宁—横县，横县—玉林，玉林—桂粤界三段施工，是广西第一条一次性建成的双向八车道高速公路，其中南宁——横县段于2023年12月1日通车，玉林——横县段已于2024年10月18日通车。